# Rohuküla
Rohuküla est un village de la commune de Ridala dans le comté de Lääne, en Estonie.
Au 31 décembre 2011, il compte 51 habitants.

## 1Articles connexes
- Route nationale 8